# Курси удосконалення командного складу
Курси удосконалення командного складу, Курси удосконалення командного і начальницького складу військ РСЧА (КУКС, КУОС, КУКНС, КУВНАС рос. Курсы усовершенствования командного и начальствующего состава войск РККА, Курсы усовершенствования командного состава) — спеціалізовані військові навчальні заклади для підвищення кваліфікації командного складу Збройних Сил Союзу РСР.
Тривалість періоду навчання слухачів на цих курсах удосконалення становила від одного року до трьох років, в залежності від військово-облікової спеціальності (ВОС), і займаних посад на момент початку навчання.

## Історія

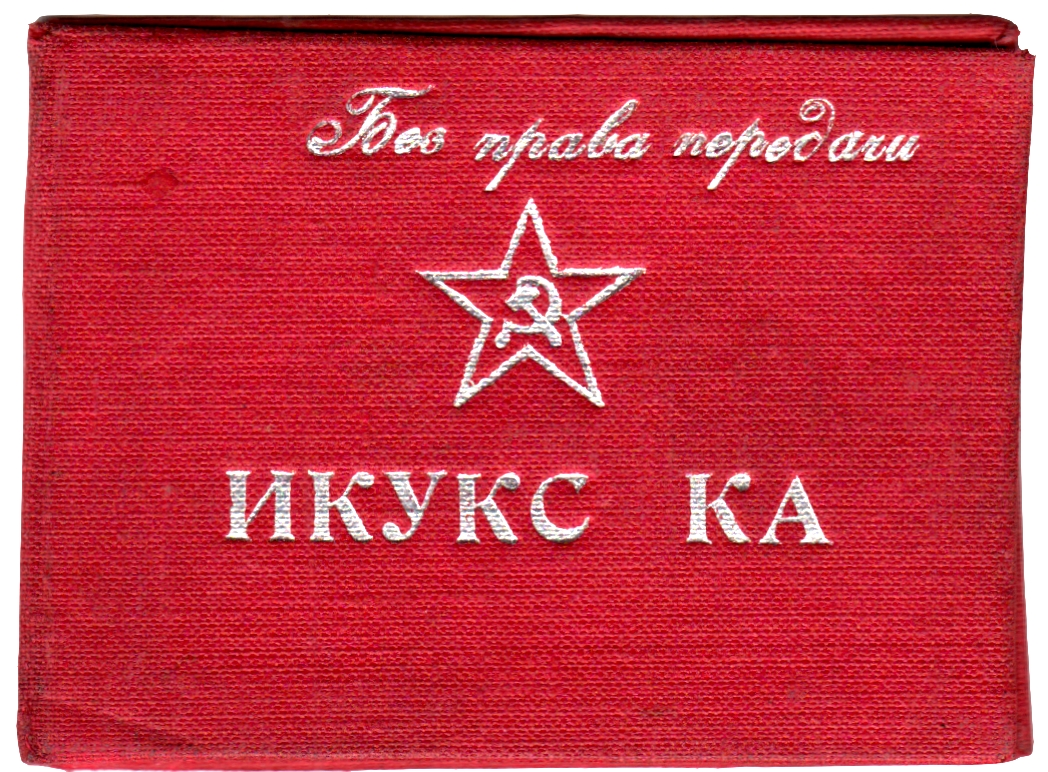
Обкладинка посвідчення про закінчення курсів у РСЧА.

Попередниками спеціалізованих курсів удосконалення командного і начальницького складу були різні вищі школи Червоної Армії і Флоту, що з'явилися ще в роки громадянської війни:
- Вища стрілецько-тактична школа командного складу (рос. Курсы комсостава «Выстрел»);
- Вища кавалерійська школа;
- Вища артилерійська школа;
- Вища школа штабної служби;
- Вища школа військового маскування;
- Вища військово-хімічна школа;
- Вища військово-педагогічна школа[ru];
- інші.

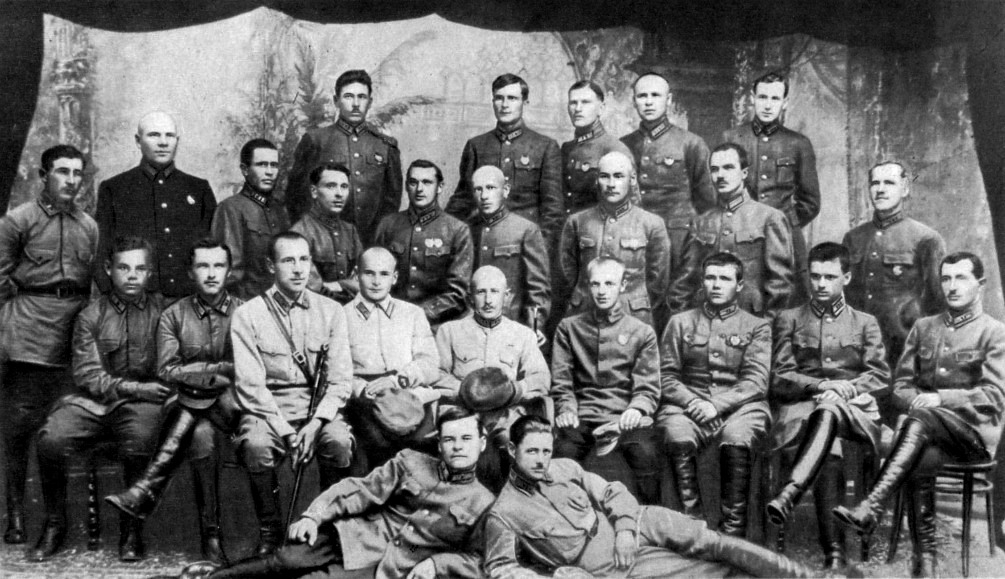
Випускники кавалерійських курсів удосконалення командного складу РСЧА. Серед випускників: Баграмян І. Х., Єременко А. І., Баторський Михайло Олександрович, Жуков Г. К., Чистяков В. І., Рокоссовський К. К., Савельєв Михайло Іванович. Ленінград, 1925 р.

З поступовим завершенням перепідготовки командного й начальницького складу армії та флоту — вказані школи стали перетворюватися на курси удосконалення командного і начальницького складу.
На підставі наказу РВСР № 1697 від 8 серпня 1921 р при Військовій академії РСЧА були відкриті Військово-академічні курси вищого командно-начальницького складу. Наказом РВС СРСР № 709 від 6 червня 1924 року вони були розформовані. У цьому ж наказі йшлося про необхідність вироблення нового положення і штату академічних курсів для вищого командного складу.
Курси удосконалення вищого начальницького складу РККА при Військовій академії РСЧА:

Наказом РВР СРСР № 1070 від 12 серпня 1924 р. було оголошено про сформування Курсів удосконалення вищого командного складу при Військовій академії РСЧА. Наказом РВР СРСР № 490 від 11 травня 1925 р. вони були злиті з Військово-політичними академічними курсами (ВПАК) — в Курси удосконалення вищого начальницького складу РСЧА при Військовій академії РСЧА в складі військового й політичного відділень. Наказом РВР СРСР № 167 від 27 березня 1926 р. з їх складу було виділено політичне відділення та курси отримали найменування Курсів удосконалення вищого командного складу РСЧА. За наказом РВР СРСР № 285 від 1 вересня 1928 р. вони наново об'єднувалися в Курси удосконалення вищого начальницького складу (КУВНАС). У 1930 р. при курсах були додатково сформовані економічне і військово-мобілізаційне відділення (накази РВР СРСР № 043 від 25 липня і № 064 від 28 серпня 1930 р.). Розформовані в 1936 р. у зв'язку зі створенням Академії Генерального штабу РСЧА.

Для сухопутних військ існували:
- КУКС «Постріл» — Вищі стрілецько-тактичні курси удосконалення командного складу;
- КУКС при Військово-повітряній академії імені М. Є. Жуковського;
- Кавалерійські курси удосконалення командного складу (ККУКС, були перетворені з Вищої кавалерійської школи);
- Хімічні курси удосконалення командного складу РСЧА (ХімКУКС РСЧА, були перетворені з Вищої військово-хімічної школи);
- Курси удосконалення командного складу Київського особливого військового округу (КОВО)[2];
- Курси удосконалення командного складу при Військовій академії ім. М. В. Фрунзе;
- Курси з удосконаленню вищого начальницького складу (КУВНАС, перебували в м. Москві);
- Ленінградські Червонопрапорного бронетанкові КУКС імені тов. Бубнова[ru] (сформовані 01.02.1933 р.)[3];
- Орловські бронетанкові КУКС (КУКС при Орловській бронетанковій школі);
- Курси удосконалення командного складу при Петроградській військово-топографічній школі[ru].
- Курси удосконалення командного і начальницького складу інженерних військ РСЧА (ІКУКС)

Для Військово-Морських Сил існували:
- Вищі спеціальні курси командного складу флоту[ru] (рос. ВСККСФ, створені 17.10.1923);
- Спеціальні курси удосконалення командного складу РСЧФ (рос. СКУКС РККФ, з 29.01.1925);
- Спеціальні курси командного складу ВМС РСЧА (рос. СККС ВМС РККА, з 21.11.1926);
- У 1931 р. курсам було присвоєно ім'я ЦВК Татарської АРСР і стали іменуватися Спеціальні курси командного складу ВМС РСЧА імені ЦВК Татарської АРСР (рос. СККС ВМС РККА имени ЦИК Татарской АССР);
- У 1939 р. курси змінили назву на Спеціальні курси командного складу РСВМФ (рос. СККС РКВМФ), а потім — Вищі спеціальні курси командного складу РСВМФ (ТСК);
- Перейменовані в Спеціальні курси офіцерського складу ВМФ (рос. СКОС, з 09.09.1943 р.).
- У 1945 р. курси були перейменовані у Вищі ордена Леніна Спеціальні Класи офіцерського складу ВМФ (рос. ВОЛСОК).

На момент 1 червня 1941 р. підготовку командних та керівних кадрів Збройних СРСР сил вели 68 курсів удосконалення командного і начальницького складу, де навчалося понад 300 тисяч осіб.